# Matthias Kahle
Matthias Kahle, né le 4 mars 1969 à Görlitz, est un pilote automobile allemand de rallyes.

## Biographie
Sa carrière en sport automobile commence en 1993 sur Peugeot 205 GTI à Wittenberg, après avoir été, durant six ans, horticulteur puis surtout employé dans l'extraction de lignite, dans le Lausitz.
En 1999, il participe à quatre épreuves du WRC, terminant 7e en Nouvelle-Zélande, et 10e en Grande-Bretagne, sur Toyota Corolla WRC (en 2001, il est aussi au départ du rallye de l'Acropole, et il termine 15e du rallye d'Allemagne lors de l'édition 2003).
Il a également participé quatre fois au Paris-Dakar, en 2006 (10e), 2009 (15e), 2010 (18e) et 2011 (10e) (catégorie Buggy les deux dernières fois).
Au printemps 2008, Kahle a fondé sa propre équipe de rallye, l'écurie privée Motorsport Kahle, sur Porsche 996 GT3 dans le championnat allemand, soutenu par l'entrepreneur Thomas Schünemann (également son copilote sur le Paris-Dakar, à bord d'un SMG Buggy BMW).

## Palmarès(au 30/11/2013)

### Titres

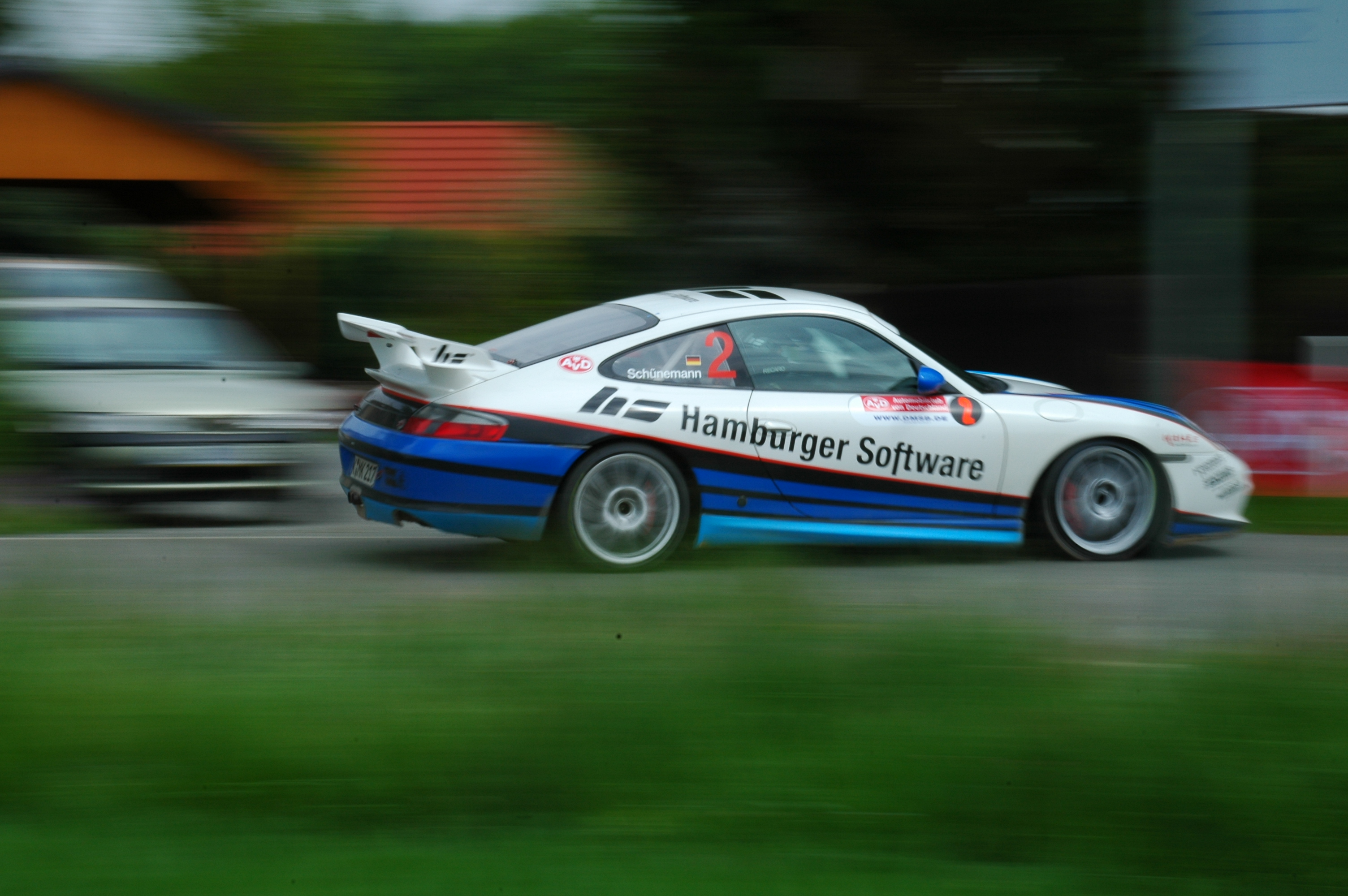
Matthias Kahle sur Porsche 911 GT3 au rallye de Saxe en 2008

Septuple champion d'Allemagne des rallyes (seul pilote à ce jour), pour 43 victoires au total en 2011 (dernière coupe de la saison : le rallye Wartburg) :
- champion d'Allemagne des rallyes amateurs en 1994 (sur Renault Clio Williams) ;
- champion d'Allemagne des rallyes en 1997 (copilote Dieter Schneppenheim, sur Toyota Celica GT-Four) ;
- champion d'Allemagne des rallyes en 2000 (copilote Dieter Schneppenheim sur Seat Córdoba WRC) ;
- champion d'Allemagne des rallyes en 2001 (copilote Dieter Schneppenheim sur Seat Córdoba WRC) ;
- champion d'Allemagne des rallyes en 2002 (copilote Peter Göbel sur Škoda Octavia WRC) ;
- champion d'Allemagne des rallyes en 2004 (copilote Peter Göbel sur Škoda Octavia WRC) ;
- champion d'Allemagne des rallyes en 2005 (copilote Peter Göbel sur Škoda Fabia WRC) ;
- champion d'Allemagne des rallyes en 2010 (copilote Peter Göbel sur Škoda Fabia S2000) ;
- vainqueur de la Deutsche Rallye Serie en 2006 (copilote Peter Göbel sur Škoda Fabia WRC) :
  - vice-champion d'Allemagne des rallyes en 1999,
  - vice-champion d'Allemagne des rallyes en 2003,
  - 4e du championnat d'Europe des rallyes en 1998,
  - 6e du championnat d'Allemagne des rallyes en 1996,
  - 5e du rallye-raid d'Orient en 2005,
  - participation au rallye-raid de Dubaï en 2004.

### 14 victoires en championnat d'Europe
- rallye d'Hunsrück : 1997 et 1998 ;
- rallye Pneumant : 1998, 1999, 2000, 2001, 2002 (également remporté en 2003) ;
- rallye d'Allemagne : 1998 ;
- rallye de l'Olympe : 1999 (Grèce) ;
- rallye des 3 Cîtés : 1999, 2001, 2002, 2003 ;
- rallye de la Sarre : 2005.